# 小松健祐
小松 健祐（こまつ けんすけ、1968年3月5日 - ）は、大阪府吹田市生まれの音楽家。
相愛大学音楽学部器楽科サックス専攻在籍、バークリー音楽大学作編曲科在籍、ニュースクール大学コンテンポラリージャズ科卒業。

## 来歴
ミュージシャンへ
小学生の頃からヤマハ音楽教室でエレクトーンを習う。中学生からブラスバンドでテナー・サクソフォーンを担当、当時人気を博していたサックス奏者渡辺貞夫に憧れ、ジャズや歌謡曲に目覚める。1997年に相愛大学からバークリー音楽大学へ編入学、更にニューヨークに渡り、リッチー・バイラーク、デイヴ・リーブマン、ビル・エヴァンスに師事するため、奨学金2/3を得て、ニュースクール大学に編入学。24歳で帰国後、関西でのジャズクラブで演奏活動を行っていたが、兵庫県南部地震により演奏活動が縮小された為、上京。
作曲家へ
25歳のころ、テンゲンでゲームミュージックを担当、その後、CM音楽ディレクター業務を経験。その頃から麻布にあった作家事務所に出入りしてJ-POP楽曲制作の洗礼を受ける。27歳で伊能静の「Be Fine」を作曲。しかし、サラリーマンに力を入れていた為、音楽活動から遠ざかる。帰阪後、39歳のころ個人事務所を設立、ミスマガジンのベスト16や東京ガールズコレクションのコンテストでグランプリを獲得するタレントなどを発掘。2008年に大阪アイドルユニットJK21と出会う。作曲活動を本格的に復活させ、楽曲を提供し続けている。

## 作品

### 作曲
- あ行
  - あにまどーる「トラバター」
  - 伊能静「Be Fine」
- か行
  - cocoro odoru 「ココロ踊って」
  - 小桃音まい「winkも届かない」
- さ行
  - Jeanne Maria「奇跡のカケラ」「キミダケオモイ」
  - ザ・ニュースペーパー「change」
  - JK21
    - 「happy graduation」「ちゃう×3」「Kiss」「CHU♥天閣」「Anything Goes」「I・愛 KANSAI」「恋愛プロトコル」「恋のキセキ」「スイパラダンス」「青空ワンピース」「涙目ピースサイン」「ちゅ!」「Wonder cafe」「天使と悪魔」「わたここ」「七色リアル」「失恋ちゅーか」「LUCKY TRIPPER」「恋の唄」「一期一会」「おいでよ明石」「vanilla」「愛して」「GO&GO」「みゃ」「レシピ」「雨のちハレルヤ」「サンキュ」

  - 州崎西「pan paca pan」
  - ZERO
    - 「ZERO STORY」「太陽の翼」

  - 隅桂一郎
    - 「玉響～TAMAYURA～」「東京」

  - ShunKan「ノスタルジア」
  - SHORT CAKE
    - 「Imagination」「案外キミを覚えてないか 案外キミの事覚えてる」
- た行
  - TJ（トーンジュエル）「パスきっぷ」
- な行
  - 根本もね「サマーダイアリー」
- は行
  - プチっ娘「恋するハートは忙しい」
  - flavor
    - 「シエスタ」「catch my heart」「ありがとうの涙」「sweet story」

  - パストリープス「Give Me Sweets」
- ま行
  - 水野由加里「Let Love Shine」
- ら行
  - Lucky Mates「堕天使の恋」
  - リリシック学園「愛しい奇跡」「i」
  - little more.「Crying Running」

### 共作
作曲部門
- JK21
  - 「アフタースクール」（松田純一）「こんなに好きになるなんて」（多田慎也）
- JeanneMaria
  - 「KAKU-YOU」（松田純一、綿貫正顕）「revolution」（松田純一）
- Osaka 翔 Gangs 「翔 -must go on-」（松田純一）
- flavor
  - 「No.1スター」「コイマチ」（以上、松田純一）「Alice」（多田慎也）
- なちゅらリウム.vivid
  - 「ダイジョウV」「ギンギラハートの数え唄」「future」（以上、松田純一）
- B少女戦士・ゴーファイガー 「ゴーファイガー」（松田純一）
- cheer zelop「オーエス!」（松田純一）
- パストリープス「Past Leap's」（松田純一）
- バタフライ「踊るリビドー」（松田純一）
- リリシック学園「i」（松田純一）

### 編曲
- あにまどーる「トラバター」
- cocoro odoru「ココロ踊って」
- JK21「LUCKY TRIPPER」「愛して」「サンキュ」
- 州崎西「pan paca pan」
- flavor「シエスタ」「catch my heart」「LOVE∞無限大」「sweet story」「ありがとうの涙」
- 根本もね「サマーダイアリー」
- Lucky Mates「堕天使の恋」
- little more.「Crying Running」

### その他
- ピーチ・ジョンCM 2015秋 紗栄子編  テナー・サクソフォーン
- Osaka 翔 Gangs 「翔 -must go on-」テナー・サクソフォーン
- 舞台「暁のヨナ」アルトサックス
- 関西テレビ「ごきげんライフスタイル よ〜いドン!」内包コーナー・メインBGM  アルト・サクソフォーン、作曲・編曲